# 얼굴뼈
얼굴뼈(facial skeleton), 또는 안면골(顔面骨)은 머리뼈의 앞부분 및 아랫부분을 의미한다. 기원은 인두굽이(pharyngeal arch)이다.
얼굴뼈는 다음의 뼈들로 구성된다:
- 광대뼈(Zygomatic bone)
- 위턱뼈(Maxilla)
- 아래턱뼈(Mandible)
- 눈물뼈(Lacrimal bone)
- 코뼈(Nasal bone)
- 보습뼈(Vomer)
- 아래코선반(Inferior nasal concha)
- 입천장뼈(Palatine bone)

목뿔뼈(Hyoid bone)은 포함되기도, 포함되지 않기도 하다.

## 태생기원
얼굴뼈는 신경능선에서 기원한다. 사람은 태생기의 얼굴뼈가 연골로 구성되어 있다가 연골속골화(endochondral ossification)를 거쳐 단단한 뼈가 되지만, 연골어류나 다른 연골성 척추를 가진 동물에서는 골화되지 않는다.

## 같이 보기
- 몸통뼈대
- 팔다리뼈대